# Částkov (Petrovice u Sušice)
Částkov je malá vesnice, část obce Petrovice u Sušice v okrese Klatovy v Plzeňském kraji. Nachází se asi dva kilometry severně od Petrovic u Sušice. Je zde evidováno 8 adres. V roce 2011 zde trvale žilo šest obyvatel.
Částkov leží v katastrálním území Částkov u Svojšic o rozloze 1,06 km².

## Galerie

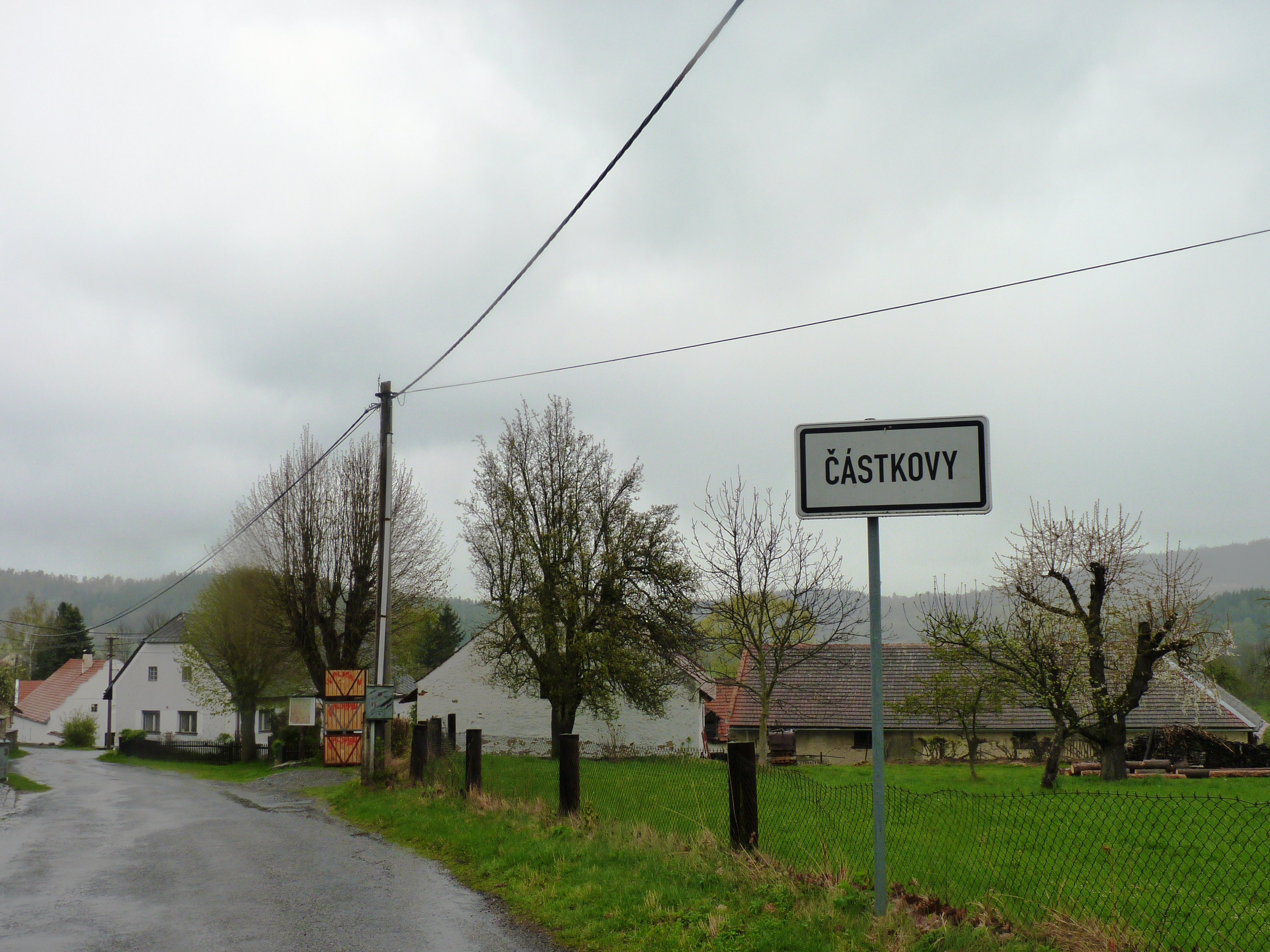
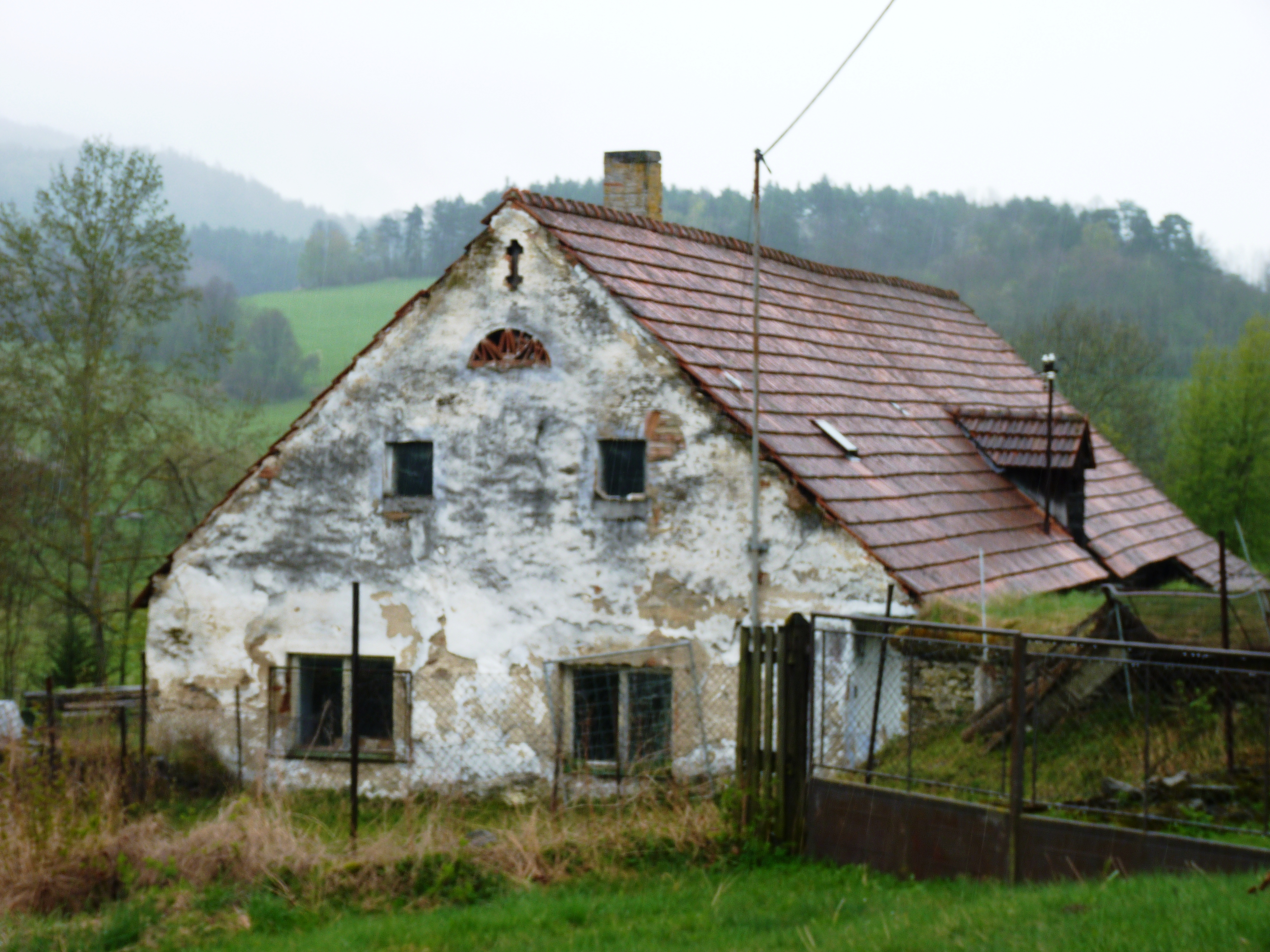
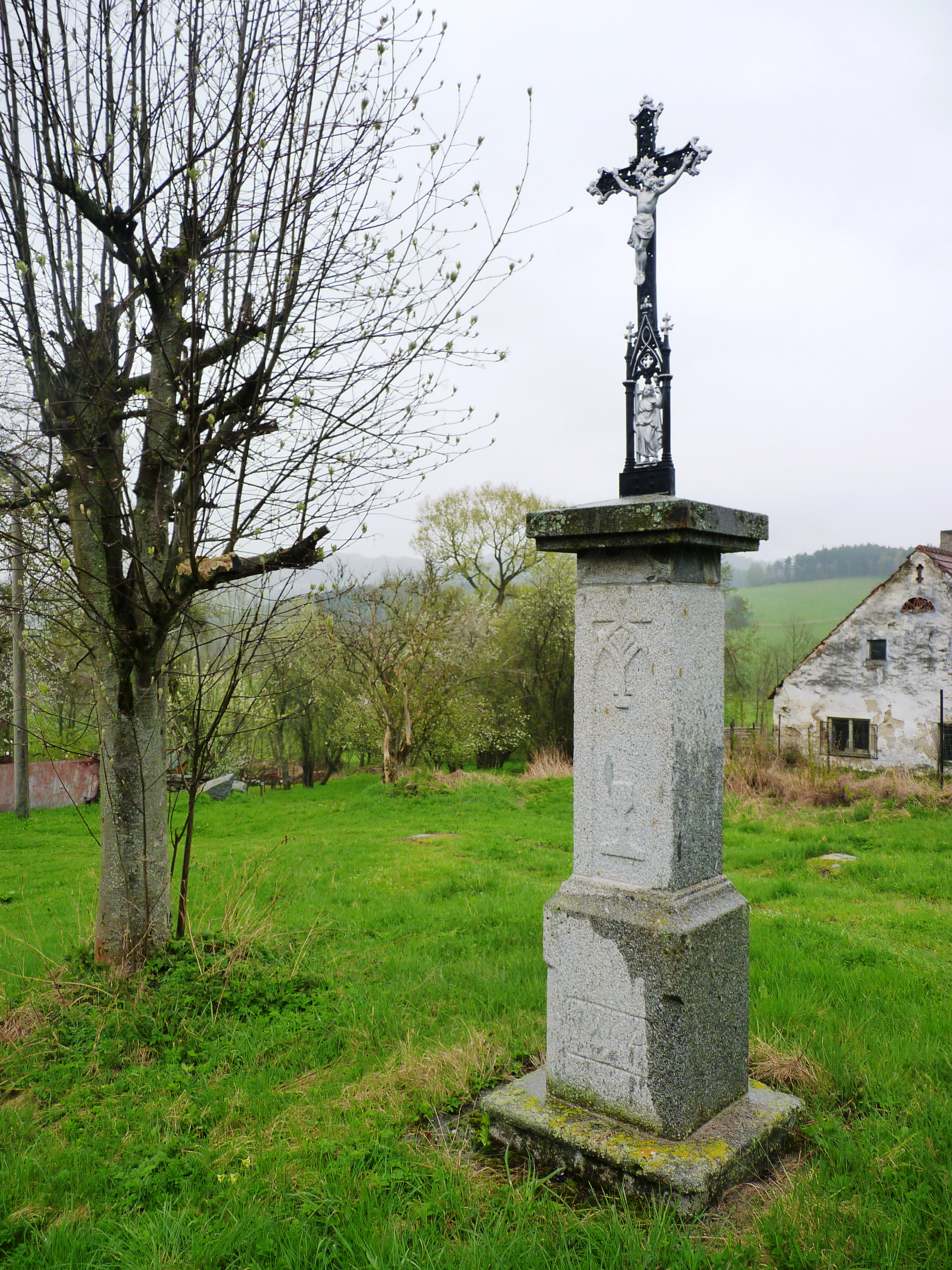

## Historie
První písemná zmínka o vesnici pochází z roku 1404.

## Obyvatelstvo
| Rok            | 1869 | 1880 | 1890 | 1900 | 1910 | 1921 | 1930 | 1950 | 1961 | 1970 | 1980 | 1991 | 2001 | 2011 | 2021 |
| -------------- | ---- | ---- | ---- | ---- | ---- | ---- | ---- | ---- | ---- | ---- | ---- | ---- | ---- | ---- | ---- |
| Počet obyvatel | 55   | 57   | 48   | 44   | 53   | 49   | 48   | 24   | 16   | 13   | 11   | 6    | 8    | 6    | 5    |
| Počet domů     | 8    | 8    | 8    | 8    | 8    | 8    | 8    | 7    | 7    | 6    | 6    | 8    | 7    | 7    | 7    |

## Obecní správa
Při sčítání lidu v letech 1850–1949 Částkov byl osadou obce Maršovice v okrese Sušice. V letech 1950–1975 byl osadou obce Svojšice, se kterým patřil nejprve do okresu Sušice, ale od roku 1960 v okrese Klatovy. Od 1. ledna 1976 je částí obce Petrovice u Sušice v okrese Klatovy.

## Pamětihodnosti
- Venkovská usedlost čp. 7